# Chamberlin Gletscher
Chamberlin Gletscher är en glaciär i Grönland (Kungariket Danmark).   Den ligger i kommunen Qaasuitsup, i den nordvästra delen av Grönland, 1 500 km nordväst om huvudstaden Nuuk. Chamberlin Gletscher ligger 165 meter över havet.
Terrängen runt Chamberlin Gletscher är kuperad norrut. Havet är nära Chamberlin Gletscher söderut.